# 9e cérémonie des prix Génie
La 9e cérémonie des Prix Génie s'est déroulé le 22 mars 1988 au Palais des congrès du Toronto métropolitain pour récompenser les films sortis en 1987. La soirée était animée par Megan Follows et Gordon Pinsent. Le film Un zoo la nuit a remporté un nombre record de treize prix.

## Palmarès
Le vainqueur de chaque catégorie est indiqué en gras